# Lijst van beschermd onroerend erfgoed in Sint-Gillis
Een overzicht van het beschermde onroerend erfgoed in Sint-Gillis. Het beschermd onroerend erfgoed maakt onderdeel uit van het cultureel erfgoed in België.
| Object                                                              | Datum beschermd? | Bouwjaar/architect                          | Stijl                      | Typologie                    | Adres                                                                        | Coördinaten | Id-nummer?  | Afbeelding                                                          |
| ------------------------------------------------------------------- | ---------------- | ------------------------------------------- | -------------------------- | ---------------------------- | ---------------------------------------------------------------------------- | ----------- | ----------- | ------------------------------------------------------------------- |
| Sint-Gilliskerk                                                     | 16/03/1995       | 1866-1878 Victor BESME                      | Eclecticisme               | Kerk                         | SINT-GILLISVOORPLEIN 0                                                       |             | 2271-0001/0 | Sint-Gilliskerk                                                     |
| Eigen huis en atelier van architect Victor Horta                    | 16/10/1963       | 1898-1901 Victor HORTA                      | Art nouveau                | Huis                         | AMERIKASTRAAT 23 - 25                                                        |             | 2271-0002/0 | Eigen huis en atelier van architect Victor Horta                    |
| Huis Hankar                                                         | 26/05/1975       | 1893 Paul HANKAR                            | Art nouveau                | Herenhuis                    | DEFACQZSTRAAT 71                                                             |             | 2271-0003/0 | Huis Hankar                                                         |
| Herenhuis Hannon                                                    | 18/11/1976       | 1902 Jules BRUNFAUT                         | Art nouveau                | Herenhuis                    | VERBINDINGSLAAN 1 , BRUGMANNLAAN 0                                           |             | 2271-0004/0 | Herenhuis Hannon                                                    |
| Voormalige kliniek van Dokter Van Neck                              | 07/12/1981       | 1910 Antoine POMPE                          | Premodernisme              | Ziekenhuis                   | HENRI WAFELAERTSSTRAAT 53                                                    |             | 2271-0005/0 | Voormalige kliniek van Dokter Van Neck                              |
| Cité Fontainas en tuin                                              | 12/01/1983       | 1867 Henri BEYAERT, Antoine TRAPPENIERS     | Neoclassicisme             | Gebouw en tuin               | FONTAINASHOF 1                                                               |             | 2271-0006/0 | Cité Fontainas en tuin                                              |
| Les Hiboux                                                          | 27/10/1983       | 1899 Edouard PELSENEER                      | Art nouveau                | Huis                         | BRUGMANNLAAN 55                                                              |             | 2271-0007/0 | Les Hiboux                                                          |
| Huis Winssinger                                                     | 07/12/1984       | 1894-1897 Victor HORTA                      | Art nouveau                | Voornaam herenhuis           | MUNTHOFSTRAAT 66                                                             |             | 2271-0008/0 | Huis Winssinger                                                     |
| Geheel van art-nouveauhuizen                                        | 08/08/1988       | 1900-1902 Ernest BLEROT                     | Art nouveau                | Huis                         | JEAN VOLDERSLAAN 42 - 48, WATERLOSE STEENWEG 13 , VANDERSCHRICKSTRAAT 1 - 25 |             | 2271-0011/0 | Geheel van art-nouveauhuizen                                        |
| Stadhuis van Sint-Gillis                                            | 08/08/1988       | 1900-1904 Albert DUMONT, AUGUSTE HEBBELYNCK | Neo-Italiaanse renaissance | Gemeentehuis                 | MAURICE VAN MEENENPLEIN 39                                                   |             | 2271-0012/0 | Stadhuis van Sint-Gillis                                            |
| Appartementsgebouw in Beaux-Artstijl                                | 14/07/1994       | 1913 Léon JANLET                            | Beaux-Arts                 | Appartementsgebouw           | MAURICE VAN MEENENPLEIN 22                                                   |             | 2271-0013/0 | Appartementsgebouw in Beaux-Artstijl                                |
| Geheel van art-nouveauhuizen                                        | 08/05/2008       | 1901 P. VAN OOSTVEEN                        | Art nouveau                | Architecturaal geheel        | WATERLOSE STEENWEG 246 - 256                                                 |             | 2271-0015/0 | Geheel van art-nouveauhuizen                                        |
| Modernistisch gebouw                                                | 09/03/1995       | 1924 Pierre VERBRUGGEN                      | Modernisme                 | Huis                         | ANTOINE BREARTSTRAAT 47 - 49, LOMBARDIJESTRAAT 0                             |             | 2271-0021/0 | Modernistisch gebouw                                                |
| Herenhuis Goblet d'Alviella of Herenhuis d'Alcantara                | 19/01/1995       | 1882 Octave VAN RYSSELBERGHE                | Neo-Italiaanse renaissance | Voornaam herenhuis           | FAIDERSTRAAT 10                                                              |             | 2271-0022/0 | Herenhuis Goblet d'Alviella of Herenhuis d'Alcantara                |
| Voormalige bioscoop Aegidium                                        |                  | 1905 Guillaume SEGERS                       | Eclecticisme               | Spektakelzaal                | SINT-GILLISVOORPLEIN 18                                                      |             | 2271-0024/0 | Voormalige bioscoop Aegidium                                        |
| Beenhouwerij La Triperie Saint-Gilloise                             | 08/12/2005       | 1904 Hubert DE KOCK                         | Eclecticisme               | Winkel                       | SINT-GILLISVOORPLEIN 19 - 21                                                 |             | 2271-0025/1 | Beenhouwerij La Triperie Saint-Gilloise                             |
| Pieter Paulus van Parma park                                        | 17/04/1997       |                                             |                            | Park                         | PARMASTRAAT 0 , STUDENTENSTRAAT 0 , MUNTHOFSTRAAT 0                          |             | 2271-0026/0 | Pieter Paulus van Parma park                                        |
| Maison Hoguet                                                       | 29/10/1998       | 1929 G. LIGO                                | Art deco                   | Werkplaats                   | ROMESTRAAT 24 - 28                                                           |             | 2271-0027/0 | Maison Hoguet                                                       |
| Farmaceutische laboratoria Sanders                                  |                  | 1927 A. CARRON, Léon JANLET                 | Beaux-Arts                 | Laboratorium                 | HENRI WAFELAERTSSTRAAT 47 - 51                                               |             | 2271-0028/0 | Farmaceutische laboratoria Sanders                                  |
| Voormalig huis en atelier van schilder Hennebicq                    | 09/10/1997       | 1873                                        | Eclecticisme               | Kunstenaarswoning en atelier | LAUSANNESTRAAT 1 - 3                                                         |             | 2271-0036/0 | Voormalig huis en atelier van schilder Hennebicq                    |
| Voormalig huis en atelier van de schilder-kunstenaar Jean Gouweloos | 09/10/1997       | 1896 Paul HANKAR                            | Art nouveau                | Kunstenaarswoning en atelier | IERLANDSTRAAT 70                                                             |             | 2271-0037/0 | Voormalig huis en atelier van de schilder-kunstenaar Jean Gouweloos |
| Voormalig huis en atelier van de schilder Eugène Broerman           |                  | 1904 J. VAN MANSFELD                        | Eclecticisme               | Kunstenaarswoning en atelier | ANTOINE DELPORTEPLEIN 2                                                      |             | 2271-0039/0 | Voormalig huis en atelier van de schilder Eugène Broerman           |
| Huizen Hanssens                                                     |                  | Paul HANKAR                                 | Art nouveau                | Architecturaal geheel        | DUCPETIAUXLAAN 13 - 15                                                       |             | 2271-0040/0 | Huizen Hanssens                                                     |
| Voormalige rolschaatsbaan Royal Skating                             |                  | 1877 Gérard MARECHAL                        | Neoclassicisme             | Opslagplaats                 | VEYDTSTRAAT 15 , FAIDERSTRAAT 6                                              |             | 2271-0044/0 | Voormalige rolschaatsbaan Royal Skating                             |
| Gevangenis van Sint-Gillis                                          | 02/04/2015       | 1878-1884 François DERRE                    | Eclecticisme, Neo-Tudor    | Gebouw en omgeving           | DUCPETIAUXLAAN 106                                                           |             | 2271-0046/0 | Gevangenis van Sint-Gillis                                          |
| Eigen huis van architect Paul Hamesse                               | 23/10/1997       | 1909 Paul HAMESSE                           | Art nouveau                | Huis                         | JEF LAMBEAUXLAAN 25                                                          |             | 2271-0047/0 | Eigen huis van architect Paul Hamesse                               |
| Art-nouveauhuis                                                     | 04/12/1997       | 1904 Benjamin DE LESTRE                     | Art nouveau                | Huis                         | AFRIKASTRAAT 92                                                              |             | 2271-0049/0 | Art-nouveauhuis                                                     |
| Huis J.B. Aglave                                                    | 06/11/1997       | 1898 Paul HANKAR                            | Art nouveau                | Huis                         | ANTOINE BREARTSTRAAT 7                                                       |             | 2271-0051/0 | Huis J.B. Aglave                                                    |
| Art-nouveauhuis                                                     | 12/02/1998       | 1907 Paul HAMESSE                           | Art nouveau                | Huis                         | ANTOINE DELPORTEPLEIN 17                                                     |             | 2271-0052/0 | Art-nouveauhuis                                                     |
| Eigen huis van architect Georges Delcoigne                          | 06/07/2006       | 1899 Georges DELCOIGNE                      | Art nouveau                | Huis                         | LOUIS MORICHARPLEIN 14                                                       |             | 2271-0053/0 | Eigen huis van architect Georges Delcoigne                          |
| Art-nouveauhuis                                                     | 27/11/1997       | 1899 Armand VAN WAESBERGHE                  | Art nouveau                | Huis                         | IERLANDSTRAAT 52                                                             |             | 2271-0054/0 | Art-nouveauhuis                                                     |
| Huizen Jaspar                                                       |                  | 1894 Paul HANKAR                            | Art nouveau                | Architecturaal geheel        | STENEN-KRUISSTRAAT 76 - 80                                                   |             | 2271-0055/0 | Huizen Jaspar                                                       |
| Huis Forge                                                          |                  | 1898 Paul HANKAR                            | Art nouveau                | Huis                         | PAUL DEJAERLAAN 10                                                           |             | 2271-0056/0 | Huis Forge                                                          |
| Art-nouveauhuis                                                     | 07/06/2001       | 1895 Paul HANKAR                            | Art nouveau                | Huis                         | DUCPETIAUXLAAN 47                                                            |             | 2271-0057/0 | Art-nouveauhuis                                                     |
| Voormalig domein J-B Robie                                          |                  |                                             |                            | Privé tuin                   | SINT-BERNARDUSSTRAAT 74                                                      |             | 2271-0062/0 |                                                                     |
| Huis Pelgrims                                                       | 21/06/2001       | 1905 Adolphe PIRENNE                        | Eclecticisme               | Voornaam herenhuis           | PARMASTRAAT 69                                                               |             | 2271-0063/0 | Huis Pelgrims                                                       |
| Gemeenteschool nr. 6 - J.J. Michel                                  | 21/06/2001       | 1891 Edmond QUETIN                          | Eclecticisme               | School                       | BORDEAUXSTRAAT 14                                                            |             | 2271-0064/0 | Gemeenteschool nr. 6 - J.J. Michel                                  |
| Art-nouveauhuis                                                     | 19/07/2001       | 1911                                        | Art nouveau                | Huis                         | VORSTSE STEENWEG 20 A - 20                                                   |             | 2271-0066/0 |                                                                     |
| Neoclassicistisch huis                                              | 22/01/2004       | 1860                                        | Neoclassicistisch          | Huis                         | COENRAETSSTRAAT 56                                                           |             | 2271-0068/0 |                                                                     |
| Eclectisch opbrengsthuis                                            | 15/01/2004       | 1904 Jean MAELSCHALCK                       | Eclecticisme               | Opbrengstgoed                | VANDERSCHRICKSTRAAT 10                                                       |             | 2271-0070/0 | Eclectisch opbrengsthuis                                            |
| Geheel van gebouwen, waaronder de brasserie Verschueren             | 18/03/2004       |                                             |                            | Architecturaal geheel        | SINT-GILLISVOORPLEIN 11 - 15, WATERLOSE STEENWEG 59                          |             | 2271-0071/0 | Geheel van gebouwen, waaronder de brasserie Verschueren             |
| Plataan (Platanus x hispanica)                                      |                  |                                             |                            | Opmerkelijke boom            | HENRI JASPARLAAN 102                                                         |             | 2271-0072/0 |                                                                     |
| Geheel van art-nouveauhuizen                                        | 06/07/2006       | 1898 Armand VAN WAESBERGHE                  | Art nouveau                | Architecturaal geheel        | DUCPETIAUXLAAN 18 - 20                                                       |             | 2271-0074/0 | Geheel van art-nouveauhuizen                                        |
| Huis Peereboom                                                      | 06/07/2006       | 1898 Georges PEEREBOOM                      | Art nouveau                | Huis                         | JEF LAMBEAUXLAAN 12                                                          |             | 2271-0076/0 | Huis Peereboom                                                      |
| Opbrengsthuis De Beck                                               | 08/05/2008       | 1902 Gustave STRAUVEN                       | Art nouveau                | Opbrengstgoed                | PAUL DEJAERLAAN 9                                                            |             | 2271-0077/0 | Opbrengsthuis De Beck                                               |
| Huis Van Bellinghen Tomberg                                         | 06/07/2006       | 1900 Ernest BLEROT                          | Art nouveau                | Huis                         | LOUIS MORICHARPLEIN 41                                                       |             | 2271-0078/0 | Huis Van Bellinghen Tomberg                                         |
| Art-nouveauhuis                                                     | 06/07/2006       | 1905 Paul VIZZAVONA                         | Art nouveau                | Huis                         | ROEMENIESTRAAT 40                                                            |             | 2271-0079/0 | Art-nouveauhuis                                                     |
| Voormalige winkel Stan                                              |                  | 1939 Robert LEMAIRE                         | Modernisme                 | Winkel                       | WATERLOSE STEENWEG 152                                                       |             | 2271-0080/0 | Voormalige winkel Stan                                              |
| Reclamebord Kuifje en Bobby                                         | 01/06/2006       |                                             |                            | Reclamebord                  | PAUL-HENRI SPAAKLAAN 7                                                       |             | 2271-0082/0 | Reclamebord Kuifje en Bobby                                         |
| Rode beuk (Fagus sylvatica f. purpurea)                             |                  |                                             |                            | Opmerkelijke boom            | DEFACQZSTRAAT 134                                                            |             | 2271-0083/0 |                                                                     |
| Rode beuk (Fagus sylvatica f. purpurea)                             |                  |                                             |                            | Opmerkelijke boom            | SINT-BERNARDUSSTRAAT 58                                                      |             | 2271-0090/0 |                                                                     |
| Voormalige varkensslagerij                                          |                  | 1902 L. DEVILLE                             | Eclecticisme               | Handels- en opbrengsthuis    | PAUL DEJAERLAAN 16                                                           |             | 2271-0095/0 |                                                                     |
| Treurbeuk (Fagus sylvatica f. pendula)                              | 28/03/2013       |                                             |                            | Opmerkelijke boom            | AMERIKASTRAAT 17                                                             |             | 2271-0104/0 |                                                                     |
| Plataan (Platanus x hispanica                                       | 27/03/2014       |                                             |                            | Opmerkelijke boom            | ZWITSERLAND 35                                                               |             | 2271-0105/0 |                                                                     |